# Xena - Principessa guerriera
Xena - Principessa guerriera (Xena: Warrior Princess) è una serie televisiva neozelandese e statunitense di ambientazione fantasy mitologico. Prodotta dal 1995 al 2001, nacque come spin-off della serie Hercules.
Fantasy storico ambientato nell'antica Grecia (pur ricca di anacronismi e imprecisioni), la serie narra le avventure di Xena (già personaggio antagonista ma infine alleata di Hercules nell'omonima serie, interpretata da Lucy Lawless), una signora della guerra pentita, in viaggio per redimere i propri peccati passati. Xena è accompagnata nei suoi viaggi da Olimpia (Renée O'Connor), una giovane donna che diventa la sua migliore amica e la sua alleata più fidata. La serie è stata girata in Nuova Zelanda.

## Trama
(Rita Savagnone - Introduzione narrata sui titoli di testa)
La serie prende in prestito liberamente nomi e temi da varie mitologie di tutto il mondo, principalmente dalla mitologia greca, adattandoli per soddisfare le necessità della trama. Figure storiche ed eventi reali fanno numerose apparizioni, e ai personaggi principali sono spesso attribuite risoluzioni di importanti situazioni storiche; queste comprendono un incontro con Omero (prima che diventasse famoso; infatti Olimpia incoraggia le sue aspirazioni di cantore), la caduta di Troia e la cattura di Giulio Cesare da parte dei pirati, con Xena che interpreta il capo dei pirati. La cronologia storica non è però rispettata e nella narrazione si verificano frequenti anacronismi: se Olimpia e Xena avessero davvero vissuto queste avventure dovrebbero avere più di 1000 anni (a partire dalla Guerra di Troia intorno al 1200 a.C. fino a Cesare nel I secolo a.C.). Questo originale miscuglio di ere e l'amalgama di elementi mitologici e storici permisero alla serie di diventare un vero e proprio cult negli anni novanta.
Il telefilm è un intreccio di stili, che vanno dal musical alla commedia. Nonostante ambientata in tempi antichi, i temi della serie sono essenzialmente moderni: assumersi le responsabilità per le azioni malvagie compiute in passato, il valore di una vita umana, la libertà personale, il sacrificio e l'amicizia. Il contesto fantastico flessibile della serie ospitava una considerevole varietà di stili, incluso un originale episodio musical. Nonostante lo show spesso proponga dilemmi etici come la moralità del pacifismo, la storia raramente cerca di dare una soluzione univoca.

### Prima stagione
Xena, dopo aver trascorso anni a compiere barbarie motivata solo dalla sua brama di sangue e ambizione, decide di percorrere la via della redenzione. All'inizio cerca rifugio dalla madre Irene tornando nel villaggio dove lei è cresciuta, Anfipoli, ma poi decide di intraprendere un viaggio insieme alla giovane Olimpia (la quale aspira a diventare una poetessa) con la quale la principessa guarriera stringe velocemente un'amicizia profonda.
Le due donne nelle loro avventure cercano di combattere i signori della guerra che seminano terrore nell'antica Grecia. Tra i personaggi che vengono introdotti ci sono il ladro Autolico e il sedicente guerriero Corilo i quali si innamorano rispettivamente di Xena e Olimpia, oltre alla guerrira amazzone Anfitea. Appaiono anche alcuni tra coloro che saranno tra i suoi più accaniti nemici, come la spietata guerriera Callisto, alla quale Xena sterminò la famiglia portandola verso la via del male, e il dio della guerra Marte al quale Xena è unita da un rapporto di amore-odio: egli tenta ripetutamente di convincerla a passare dalla sua parte in modo da diventare la sua protetta.
Olimpia ottiene il titolo di principessa amazzone da Temi in punto di morte. Anfitea diventa vedova, il suo sposo Sileo (appartenente alla razza dei centauri) è stato ucciso dagli Etoli, lei è in stato di gravidanza, Xena aiuta l'amica con il parto e nasce il piccolo centauro Xenan chiamato così in onore di Xena.

### Seconda stagione
La stagione si apre con Olimpia che fa una sconcertante scoperta: Xena ha un figlio, Seleuco, nato dalla relazione con il suo defunto amante Aristarco, egli venne ucciso dallo spietato Deione. Xena non poteva assumersi la responsabilità di crescerlo e lo affidò dunque alle cure del centauro Caleipo. Xena uccide Deione vendicando Aristarco, lascia Seleuco astenendosi dal rivelragli di essere sua madre.
Tra i nuovi personaggi che fanno la loro comparsa c'è Melania, la quale è la perfetta sosia di Xena, e anche Venere la dea dell'amore con la quale Olimpia stringerà una profonda amicizia, invece tra le altre divinità che saranno sue antagoniste compariranno Plutone il dio dell'oltretomba e Nettuno il dio del mare. Ormai le strade di Olimpia e Xena sembrano sul punto di dividersi quando Olimpia sposa l'uomo che ama, Perdicca, ma la sua è una felicità di breve durata, Callisto la rende vedova uccidendole il marito.
Anche se Callisto muore combattendo contro Xena, con l'aiuto di Marte lei torna in vita prendendo possesso del corpo della sua rivale mentre Xena è confinata nell'oltretomba con le sembianze di Callisto. Plutone consente a Xena di tornare in vita, lei affronta nuovamente Callisto vincolandola nel regno dei morti.
Plutone, con la complicità di Sisifo, sottrae a Marte i suoi poteri di divinità e tenta di farlo uccidere, ma Xena, Olimpia e Corilo riescono a sabotare il loro piano e a restituire a Marte i propri poteri, egli in debito con Xena le restituisce il suo corpo. 
Xena muore combattendo contro dei barbari, tuttavia lo spirito della principessa guerrira prende posseso del corpo di Autolico e con il suo aiuto, e con quello di Olimpia, trova l'ambrosia e tramite essa Xena ritorna in vita. Purtroppo anche la spietata amazzone Valsinea entra in possesso dell'ambrosia diventando una divinità, Xena per fermarla libera Callisto dal regno dei morti, fa in modo che anche lei assumendo l'ambrisia possa trasformarsi in una dea. Callisto e Valsinea si affrontano con i loro poteri divini, tuttavia Xena fa in modo che cadano entrambe in una trappola laciandole precipitare in un fiume di lava riuscendo a sigillarle.

### Terza stagione
Nuove divinità nemiche si aggiungono alla trama, quali le Furie, Discordia ma soprattutto Dahak il Signore dell'Eterno Fuoco. Xena e Olimpia giungono in Bretagna per impedire ai soldati dell'Impero Romano guidati da Giulio Cesare di conquistarla e allargare il suo dominio. Tuttavia in Bretagna cadono nella trappola di Oroveso, capo del culto di Dahak, che aveva bisogno di Olimpia per permettere al sui dio di accedere al mondo degli uomini. Xena sconfigge Oroveso ma il suo piano è ormai in atto, infatti con la manipolazione ha spinto Olimpia a uccidere la sacerdotessa Ilda, è stato il primo omicidio di Olimpia la quale ha perso la propria purezza, e ora lei è in stato di gravidanza.
Olimpia partorisce in pochi giorni, nasce la piccola Speranza, che altro non è che un essere di pura malvagità, la prole di Dahak. Xena tenta di uccidere la bambina, ma Olimpia sia per ingenuità che per disperazione, non ha il coraggio di condannare a morte la sua stessa figlia, si separa da lei per tenerla al sicuro da Xena.
Xena deve affrontare una minaccia proveniente dal proprio passato, Ming T'ien il Dragone Verde, egli è lo spietato figlio di Lao Ma una donna che Xena conobbe in Cina alla quale era molto legata, che è stata purtroppo uccisa su ordine del suo stesso figlio. Xena decide di uccidere Ming T'ien ma Olimpia tenta di impedirglielo, non vuole che Xena commetta un omicidio in maniera tanto spregiudicata. I tentativi di Olimpia di salvare Ming T'ien si rivelano inutili, Xena infatti riesce comunque a ucciderlo.
Il legame tra Xena e Olimpia si sta indebolendo sempre di più, la faccenda degenera quando Xena scopre che Speranza è viva, avendo lei stessa liberato Callisto dal sigillo volendola come propria alleata. Speranza uccide Caleipo e Seleuco, il figlio di Xena, proprio quando lei era sul punto di rivelargli di essere sua madre, anche perché stava prendendo in considerazione la possibilità di portarlo con lei in viaggio. Xena è straziata dal dolore, proiettando la propria rabbia contro Olimpia, le due si affrontano in uno scontro che porta quasi alla morte di entrambe, ma in una profonda esperienza spirituale dove Xena si confronta con il proprio dolore emotivo, riesce a superare la rabbia contro Olimpia, e le due amiche tornano più unite di prima.
Ormai appare evidente che per Olimpia è sempre più arduo preservare la propria innocenza lottando al fianco di Xena, ne è un esempio quando fa uccidere Crasso (che insieme a Cesare e Pompeo Magno aveva formato il triumvirato di Roma). Benché Olimpia avesse avvelenato Speranza, quest'ultima ritorna a nuova vita grazie ai fedeli del suo culto, adesso con le sembianze di sua madre. Speranza si allea con Callisto e Marte, quest'ultimo è diventato il suo amante e infatti Speranza aspetta un figlio da lui, il Distruttore.
Speranza e Marte, nel loro tempio, evocano un cratere dal quale emerge il fuoco di Dahak, a quel punto Olimpia si sacrifica e si getta nel cratere insieme a Speranza. Xena, nello sconforto per aver perso l'amica, uccide Callisto con il pugnale bagnato con il sangue della Cerva d'Oro.

### Quarta stagione
Xena si mette alla ricerca di Olimpia, scoprendo che lei non è morta insieme alla figlia, viene inoltre introdotta una nuova nemica per la principessa guarriera, la crudele amazzone Antinea, la quale mostra a Xena una visione sul proprio futuro: lei e Olimpia che moriranno insieme crocifisse. Xena riesce a uccidere Antinea, successivamente trova Olimpia e Speranza, quest'ultima ha dato alla luce il figlio avuto da Marte, ovvero il mostro chiamato il Distruttore. Xena riesce a uccidere il mostro il quale, prima di morire, a sua volta uccide Speranza.
Xena tenta di opporsi alla profetica visione sulla propria morte e quella di Olimpia, ma lentamente i segnali che ciò si realizzerà diventano sempre più forti. Olimpia e Xena, in un breve viaggio in India, conoscono Belur, una guida spirituale che crea un culto basato sulla forza dell'amore collettivo, tanto che Olimpia decide di abbracciare la sua ideologia, pur continuando a viaggiare insieme a Xena rinnega la violenza.
La giovane amazzone Andromeda si unisce a loro nel viaggio, ancora una volta Xena deve osteggiare le armate dell'Impero Romano, e nonostante il suo astio contro Bruto, colpevole di aver ucciso la sua amica Anfitea, decide di farlo suo alleato. Xena uccide Pompeo, ma per lei non è sufficiente, deve eliminare anche Cesare. Quest'ultimo può contare sull'aiuto dello spirito di Callisto, che ha avuto da Marte il permesso di eliminare Xena, infatti la rabbia di Callisto contro la sua rivale si è acuita dopo aver appreso che Xena, merito delle sue lodevoli imprese come eroina, dopo la morte passerà a un piano ancora più in alto dei Campi Elisi.
Bruto cattura Olimpia, Belur e Andromeda, a quel punto Xena riesce a rivoltare Bruto contro Cesare, e infatti con l'aiuto di altri pretoriani lo uccide proprio quando Cesare voleva proclamarsi imperatore. Xena riesce a liberare Olimpia così come Andromeda e Belur, tuttavia Callisto riesce a ferirla imobilizzandola, facendone una facile preda dei soldati romani. Olimpia, pur di proteggere la propria amica, rinuncia al voto di pace che aveva fatto, lotta contro i soldati romani uccidendoli nella propria rabbia omicida, venendo tuttavia catturata insieme a Xena, le due amiche infine vengono crocifisse e muoiono.

### Quinta stagione
In seguito alla loro morte Xena e Olimpia finiscono in Paradiso per essere convertite in due creature angeliche. Callisto, ormai divenuta un demone, attacca Xena che però, spinta dal rimorso per aver rovinato la vita a Callisto, rinuncia alla propria natura di angelo trasmettendola a Callisto riuscendo a redimere la sua anima, ma così purtroppo la stessa Xena si trasforma in un demone spietato. Corilo, Andromeda e Belur recuperano i corpi delle due amiche, infine Belur tramite lo spirito di Callisto, le riporta in vita.
Andromeda si separata da Xena e Olimpia per unirsi a una tribù di amazzoni, mentre Xena scopre di essere incinta. Riesce a sconfiggere lo spirito di Antinea che desiderava prendere possesso del bambino. Ormai gli Dei della Grecia temono Belur il cui culto accoglie sempre più fedeli, temono infatti che gli umani smettano di riporre fiducia negli Dei e che ciò porterà al temuto e preannunciato "crepuscolo" che segnerà la loro fine.
Ormai Olimpia è cambiata, comprende che non può abbracciare la via della pace, adesso avverte il bisogno di mettersi alla prova come guerriera, tanto che persino Marte inizia a vedere in lei del potenziale, nonostante l'ammirazione che il dio della guerra prova per Xena, cerca più volte di convincere Olimpia a diventare il suo nuovo campione. Marte uccide Belur il quale non aveva provato a opporre resistenza, tra l'altro Xena scopre che il bambino che sta per aspettare è la reincarnazione di Callisto.
Ancora una volta Xena deve tornare in Cina, infatti deve aiutare K'ao Hsin a sconfiggere la sua spietata gemella Pao Ssu, figlie di Lao Ma. Infatti Pao Ssu mira alla conquista della Cina tramite la sua armata che può ricorrere alla polvere nera. Xena e K'ao Hsin sconfiggono Pao Ssu la quale muore, ma il suo spirito di unisce a quello del defunto fratello Ming T'ien, ma Xena riesce a distruggerli entrambi.
Finalmente Xena partorisce, nasce la piccola Evi, una vita che è stata generata non per volere degli Dei, tanto che Giove decide di ucciderla. Hercules e Giunone cercano di proteggere la bambina, purtroppo Giunone muore per mano di Giove, infine Hercules non avendo altra scelta, uccide Giove, il suo stesso padre, per garantire la sicurezza di Xena. Gli Dei tentano di fermare la loro caduta, a guidarli è Minerva (la quale riveste il ruolo di antagonista finale della serie) le armate degli Dei tentano di uccidere la piccola, tuttavia Xena può godere della protezione di Marte il quale si schiera dalla parte della donna che ama.
Xena e Olimpia uccidono Marco Antonio e Bruto che volevano contendersi con Ottaviano il controllo di Roma, quest'ultimo diventa così il nuovo imperatore. Minerva, aiutata da Plutone e Vulcano, uccide apparentemente Evi e Olimpia, mentre Xena sconvolta per le loro morti, commette suicidio assumendo del veleno. Marte soffrendo per la morte della donna che amava, ripone il suo corpo e quello di Olimpia tra i ghiacci, ignaro che le due guerriere in realtà sono ancora vive: il veleno che Xena e Olimpia avevano assunto erano in realtà le lacrime di Morte, con le quali inscenarono la loro dipartita. Al contempo Evi era stata affidata dalle due eroine a Ottaviano.
A causa del ghiaccio, lo stato di morte apparente è durato per cinque lustri. Alla fine Xena e Olimpia si risvegliano, Corilo e Melania sono invecchiati, si sono sposati e hanno avuto dei figli, il più grande si chiama Virgilio ed è un prode guerriero. Le due amiche, accompagnate da Virgilio e Corilo, si mettono alla ricerca di Evi per scoprire, con sconcerto di Xena, che la figlia è diventata il guerriero sanguinario migliore di Ottaviano sotto il nome di Livia, nonché amante di Marte. Tanto sanguinaria al punto che Evi arriva a uccidere Corilo; nonostante ciò e la sua rabbia crescente, Xena non riesce a considerare Evi come una nemica e si astiene quindi dal farle del male. A quel punto Evi recupera i ricordi dell'amore materno che Xena nutriva per lei e si dispera per tutto il dolore causato.
L'arcangelo Michele dona a Xena il potere di uccidere gli Dei i quali, scoperto che Evi è ancora viva, cercano di ucciderla attaccandola tutti insieme. L'unica a non partecipare è Venere,la quale preferisce non prendere parte alla battaglia per via dell'amicizia che la lega a Olimpia. Tuttavia Xena si rivela un'avversaria invincibile, uccidendo Discordia, Vulcano, Nettuno, Plutone, Diana e Deimos. 
Le Furie riescono a soggiogare Olimpia ordinandole di uccidere Evi; Xena cerca di fermarla, giungendo quansi a uccedere la sua stessa amica, però il tentativo si rivela vano. Ormai Minerva sembra avere la vittoria in pugno, avendo Xena perso il potere di uccidere gli Dèi come conseguenza della morte di Evi. Marte, però, si priva dei suoi poteri divini riportando in vita Olimpia e Evi e permettendo, così, a Xena di riacquistare la capacità perduta e uccidere alla fine Minerva.

### Sesta stagione
Benché costretto a vivere come un mortale, Marte plagiato dalle Furie, cerca di guidare un'armata per eliminare una tribù di amazzoni. Xena tenta di aiutare la giovane amazzone Varia a diventare una buona regina per la sua tribù, quest'ultima odia Evi che in passato, come Livia, le aveva ucciso la sorella. Xena riesce a uccidere le Furie liberando Marte dal loro giogo.
Xena deve affrontare il Maligno che in seguito alla morte di Plutone ha esteso il proprio dominio, tra l'altro ha fatto impazzire Irene, la madre della principessa guarriera, che è stata uccisa dagli abitanti del suo stesso villaggio. Xena uccide il Maligno, ma adesso deve prendere il suo posto come nuova regnante degli Inferi, altrimenti in assenza di un nuovo monarca la malvagità controllerà il cuore delle persone. Tuttavia Xena riesce a manipolare l'angelo Lucifero facendo di lui un demone e nuovo re dell'oltretomba salvando il genere umano dal male, mentre Evi si separa da Olimpia e dalla madre diventando la guida del culto della pace.
Beowulf chiede a Xena e Olimpia di seguirlo nelle terre scandinave, c'è un mostro che sta terrorizzando le popolazione, si tratta di Grinilde, in passato era una nobile combattente, era stata Xena a fare di lei un mostro: in passato Xena e Grinilde erano entrambe valchirie agli ordini del dio Odino, ma la brama di potere di Xena la spinse a rubare l'oro del Reno e a usarlo per forgiare un anello che le avrebbe concesso un potere smisurato. Infatti Grinilde fu costretta a rubarle l'anello e a indossarlo per sconfiggere Xena, ma col solo risultato che lei si trasformò nel mostro. Odino vuole reclamare l'anello e usarlo per ottenere un potere tale da sottomettere gli Dei, ma Xena non avendo altra scelta indossa l'anello d'oro che le dona forza sufficiente per affrontare Odino e Grinilde, ma poi perde la memoria sulla propria identità e su Olimpia.
Xena affida l'anello alla valchiria Brunilde la quale si trasforma in un cerchio infuocato circondando Olimpia e l'anello con le fiamme, inducendo la ragazza in uno stato di sonno permanente. Trascorso un anno Beowulf scopre che Xena ha adottato il nome di Wealthea e che ha sposato il re della Danimarca, tuttavia la aiuta a ritrovare la sua identità, recuperata la memoria attraversa il cerchio di fuoco e bacia Olimpia risvegliandola: essendo Xena la sua anima gemella era l'unica che poteva farlo. Xena usa il potere dell'anello per restituire a Grinilde le proprie sembianze umane.
I'Imperatore Romano Caligola ha fatto di Venere la sua amante riuescendo volta per volta a sottrarle totalmente il suo potere divino, Xena si rivolta contro Michele il quale voleva uccidere Venere, di conseguenza dato che Xena stava per togliere la vita all'arcangelo, viene privata del potere di uccidere gli Dei. Ormai Caligola è diventato un dio, tuttavia Xena riuscendo a manipolarlo vista l'instabilità mentale dell'imperatore, lo convince a suicidarsi. Con Marte che rappresentava la guerra e Venere l'amore, in assenza di questi due elementi il genere umano rischia di perdere la capacità di amare e provare affetto, tanto che Xena con l'aiuto di Grinilde sconfigge Odino e prende possesso delle sue mele dorate, le fa mangiare a Marte e Venere restituendo a entrambi i loro poteri divini.
Marte prova a fare di Varia la sua campionessa, lei tenta di uccidere Evi ma finalmente Xena la convince a perdonarla, infine Evi dice addio a sua madre proseguendo per la propria strada. Lo spirito di Anfitea si rivolge alle sue amiche affinché proteggano Xenan, egli è l'ultimo centauro, Belach li sta portando tutti all'estinzione perseguitandoli. Xena scopre che Belach è il figlio del defunto Aristarco, tra l'altro Nicha, la figlia di Belach, ha sposato Xenan e aspetta da lui un figlio. Xena convince Belach a rinunciare all'odio verso i centauri, permettendo così a Xenan e Nicha di vivere il loro amore e di costruirsi una famiglia.
Ancora una volta Xena deve affrontare Cesare e Antinea, i cui spiriti tramite il telaio delle Parche cambiano gli eventi, dove Cesare è l'Imperatore di Roma e Xena sua moglie, mentre Olimpia una grande drammaturga. Antinea tradisce Cesare e lo uccide, tuttavia Olimpia brucia il telaio delle Parche riuescendo a riprestinare la trama degli eventi.
Il viaggio di Xena al fianco di Olimpia trova il suo epilogo in Giappone, costretta a rispondere a una chiamata di aiuto di Akemi, lo spirito di una ragazza a cui Xena in passato voleva molto bene. Akemi uccise il proprio padre, il crudele daimyō Yodoshi e poi a sua volta si fece uccidere da Xena per espiare l'omicidio commesso nei confronti del proprio genitore, quell'evento sconvolse Xena al punto che appiccò un fuoco nel villaggio di Higuchi dove più di quarantamila persone persero la vita. Lo spirito malvagio di Yodoshi non ha mai abbandonato il mondo dei vivi e avendo assorbito le enime delle vittime di quell'incendio ha acquisito un potere enorme.
Xena affronte l'armata di Yodoshi guidata dal samurai Morimoto che la uccide, adesso anche Xena è uno spettro e dunque può affrontare Yodoshi ad armi pari. Olimpia fa cremare il corpo di Xena in modo da riportarla in vita tramite l'acqua della Fontana della Forza che si trova nel monte Fuji. Xena, usando una katana che ha il potere di eliminare i fantasmi, distrugge Yodoshi, in questo modo restituisce la pace ad Akemi e agli altri spirito che Yodoshi aveva imprigionato, mentre Olimpia uccide Morimoto dando ormai prova di saper combattere bene quanto Xena, adesso simbolicamente è Olimpia la principessa guerriera. Purtroppo Olimpia non può riportare in vita Xena dal momento che quest'ultima preferisce rimanere un fantasma, era necessario che lei morisse in battaglia per restituire la pace alle anime di coloro che perirono in quell'incendio, per Xena era troppo arduo continuare a convivere con il rimorso dei suoi crimini, ma ora anche lei può trovare la pace essendosi riscattata per i propri errori. Adesso che Xena è morta, Olimpia prosegue il proprio viaggio da sola inseguendo nuove avventure.

## Produzione
I produttori di Xena - Principessa guerriera avevano inizialmente scelto Vanessa Angel come protagonista, ma a causa di un'influenza l'attrice non poté partire per la Nuova Zelanda, dove veniva girata la serie; per questo motivo scelsero di dare il ruolo a Lucy Lawless, che però era già apparsa in Hercules nel ruolo di una certa Lyla nell'episodio Hercules e i centauri (1x06) e poi in Hercules e le donne amazzoni (primo film tv della serie madre); per rimediarvi i produttori le tinsero i capelli di nero e rivelarono in seguito, durante la serie, che Xena aveva diverse sosia (tutte interpretate ovviamente dalla Lawless) tra le quali vi era anche, appunto, Lyla.
L'episodio pilota di Xena si compone di tre parti che corrispondono in realtà a tre episodi della prima mini-stagione della serie-madre Hercules.
In aggiunta a Xena e Olimpia, la serie mostra anche un grande assortimento di personaggi ricorrenti, inclusi gli avversari Marte (Kevin Tod Smith) e Callisto (Hudson Leick), e gli amici fidati Autolico (Bruce Campbell) e Corilo (Ted Raimi).
Tra le guest stars che hanno preso parte alla serie vi sono alcuni volti noti del cinema e della tv: Tony Todd, Melinda Clarke, Shiri Appleby, Victoria Pratt, Claudia Black e Selma Blair, John d'Aquino.

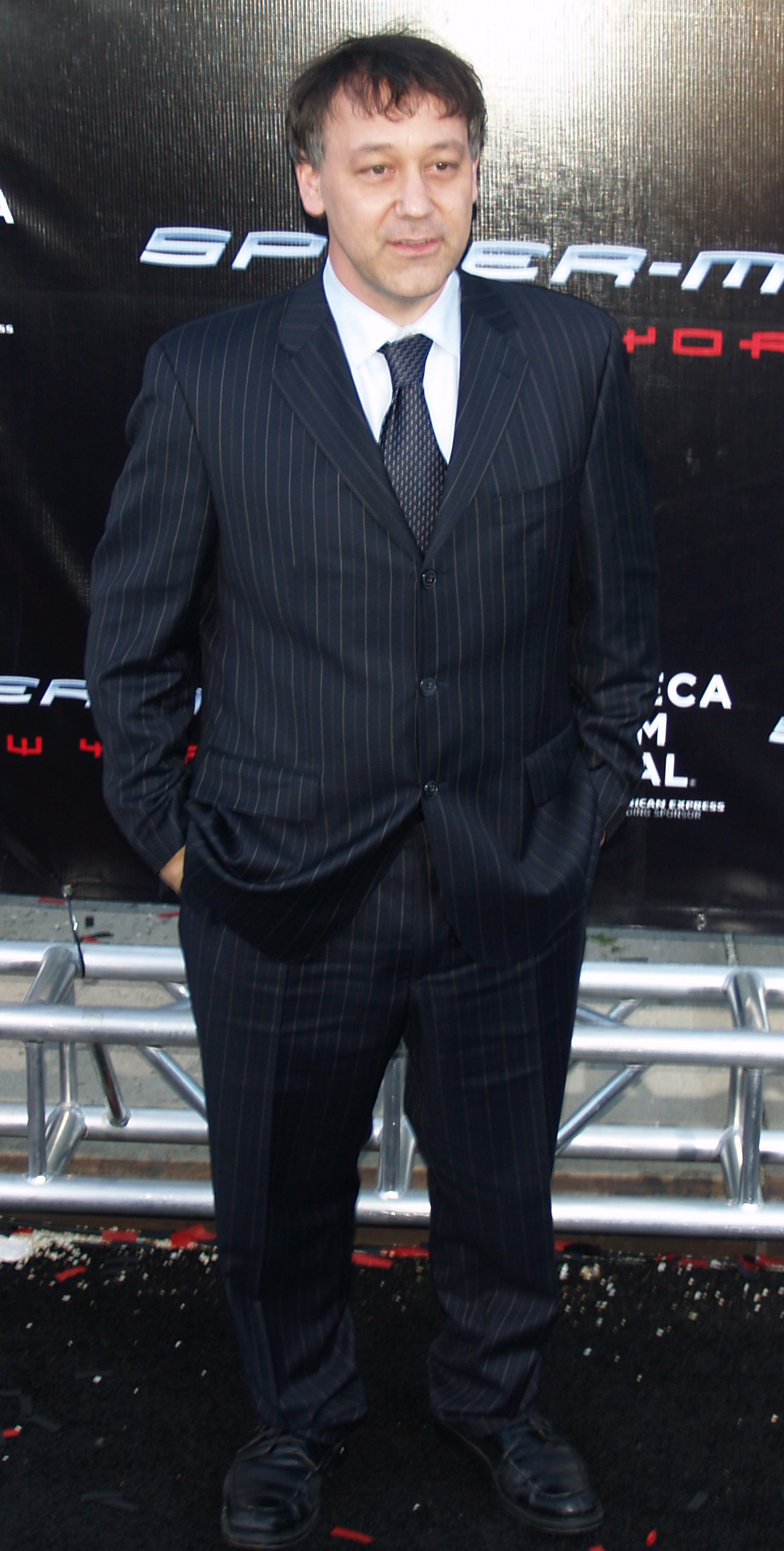
Sam Raimi, il produttore della serie.
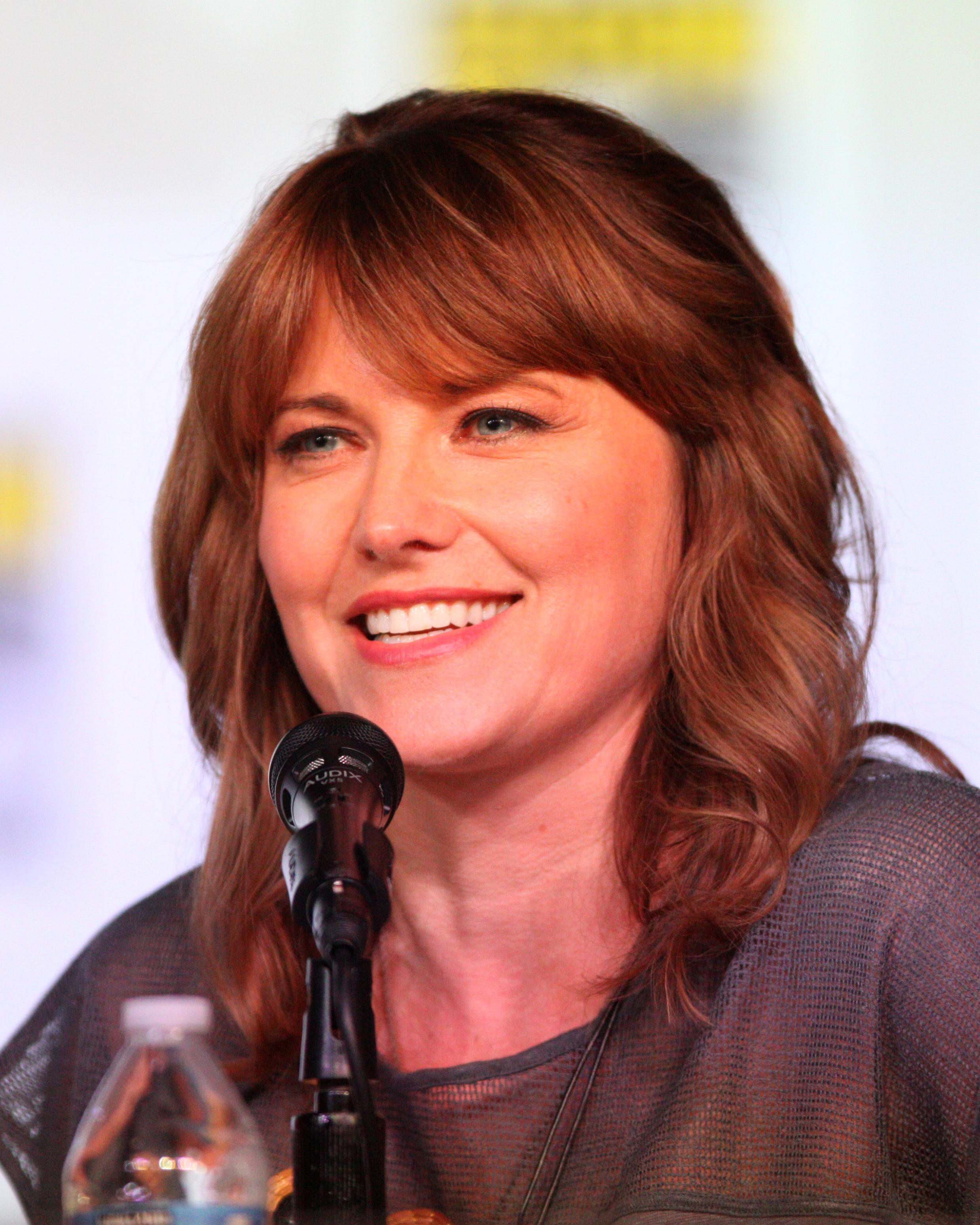
Lucy Lawless, l'attrice protagonista.

## Episodi
La serie è andata in onda dal 1995 al 2001 e durante le varie stagioni ci sono stati dei crossover con la serie Hercules. Lucy Lawless è apparsa in quattro episodi di Hercules: Hercules e il centauro impazzito (2x05) - recitando però qui nel ruolo di Lyla -, Hercules e la Principessa Nemica (1x09), Hercules e la Sfida (1x12) e Hercules e la Bestia Feroce (1x13). Kevin Sorbo, l'attore che interpreta Hercules, ha invece partecipato a due soli episodi di Xena - Principessa guerriera, ovvero: Xena, Hercules e Prometeo (1x08) e Xena e la fine di Giunone e Giove (5x12).
| Stagione            | Episodi | Prima TV originale | Prima TV Italia |
| ------------------- | ------- | ------------------ | --------------- |
| La trilogia di Xena | 3       | 1995               | 1996            |
| Prima stagione      | 24      | 1995-1996          | 1998            |
| Seconda stagione    | 22      | 1996-1997          | 1998-1999       |
| Terza stagione      | 22      | 1997-1998          | 1999-2000       |
| Quarta stagione     | 22      | 1998-1999          | 2000-2001       |
| Quinta stagione     | 22      | 1999-2000          | 2001-2002       |
| Sesta stagione      | 22      | 2000-2001          | 2002            |

## Personaggi

### Principali
- Xena, interpretata da Lucy Lawless. Il nome Xena è un aggettivo greco (ξένη, xènē)[2] che significa "straniera" ed è stato suggerito da Dino De Laurentiis. Inizialmente, nelle intenzioni di Rob Tapert, il personaggio si doveva chiamare Zena.
- Olimpia, il cui nome nella versione originale è Gabrielle, è interpretata da Renée O'Connor. È possibile sentire il nome originale nell'episodio/musical Xena e la ruota del fato (III stagione), in cui tutti cantano a lei come "Gabrielle". Nella puntata Xena e l'intervista alla mitologia, Olimpia viene intervistata da un giornalista e nel sottopancia compare "Gabrielle". Nella puntata Xena e il ritorno dall'aldilà (V stagione), diventa temporaneamente un arcangelo; visto che gli arcangeli citati nella Bibbia sono tre (Gabriele, Michele e Raffaele), e visto che Michele e Raffaele sono presenti nella puntata e in altre successive, Olimpia rappresenta il terzo arcangelo, come, d'altronde, il nome originale conferma chiaramente. La scelta di tradurre il nome con Olimpia nella versione italiana è dovuta al fatto che Gabrielle sarebbe risultato abbastanza anacronistico in un'epopea ambientata nell'antica Grecia.[senza fonte]

### Ricorrenti
- Andromeda, giovane amazzone che per un po' di tempo seguirà Xena e Olimpia, interpretata da Jennifer Sky
- Armodio, giovane guerriero, interpretato da Mfundo Morrison
- Anfitea, regina delle Amazzoni e grande amica di Olimpia, interpretata da Danielle Cormack
- Antinea, sciamana amazzone e nemica di Xena, interpretata da Claire Stansfield
- Aristarco, padre del figlio di Xena, Seleuco, interpretato da Marton Csokas
- Autolico, il sedicente re dei ladri, buon amico di Xena e Olimpia, interpretato da Bruce Campbell
- Belur (Eli), curatore e maestro, grande amico di Xena e Olimpia, interpretato da Timothy Omundson
- Bruto, braccio destro di Cesare, interpretato nelle stagioni 2 e 3 da Grant Triplow e nelle stagioni 4, 5 e 6 da David Franklin
- Callisto, la nemesi di Xena, interpretata da Hudson Leick
- Corilo (Joxer), aspirante guerriero, goffo e imbranato e l'amico più fidato di Xena e Olimpia, interpretato da Ted Raimi
- Discordia, dea della discordia, interpretata da Meighan Desmond
- Draco, signore della guerra e precedentemente amico di Xena, interpretato da Jay Laga'aia
- Hercules, l'uomo a cui si deve la conversione di Xena dal male al bene, interpretato da Kevin Sorbo
- Evi, figlia di Xena, chiamata anche Livia, interpretata da Adrienne Wilkinson
- Giulio Cesare, interesse amore/odio di Xena, interpretato da Karl Urban
- Iolao, il migliore amico di Hercules, interpretato da Michael Hurst
- Irene, la madre di Xena, interpretata da Darien Takle
- Leuca, la sorella di Olimpia, interpretata da Willa O'Neill
- Marcus, uno dei precedenti amori di Xena, interpretato da Bobby Hosea
- Marte, il dio della guerra, interpretato da Kevin Tod Smith
- Michele, arcangelo celeste, interpretato da Charles Mesure
- Speranza, figlia di Olimpia e del Signore del fuoco, interpretata da Renee O'Connor
- Minia, buona amica di Xena e Olimpia, interpretata da Alison Wall
- Varia, giovane regina delle amazzoni, interpretata da Tsianina Joelson
- Velsinea, Amazzone vagabonda che diventa dea del caos dopo aver mangiato l'ambrosia, interpretata da Melinda Clarke
- Venere, dea dell'amore, interpretata da Alexandra Tydings

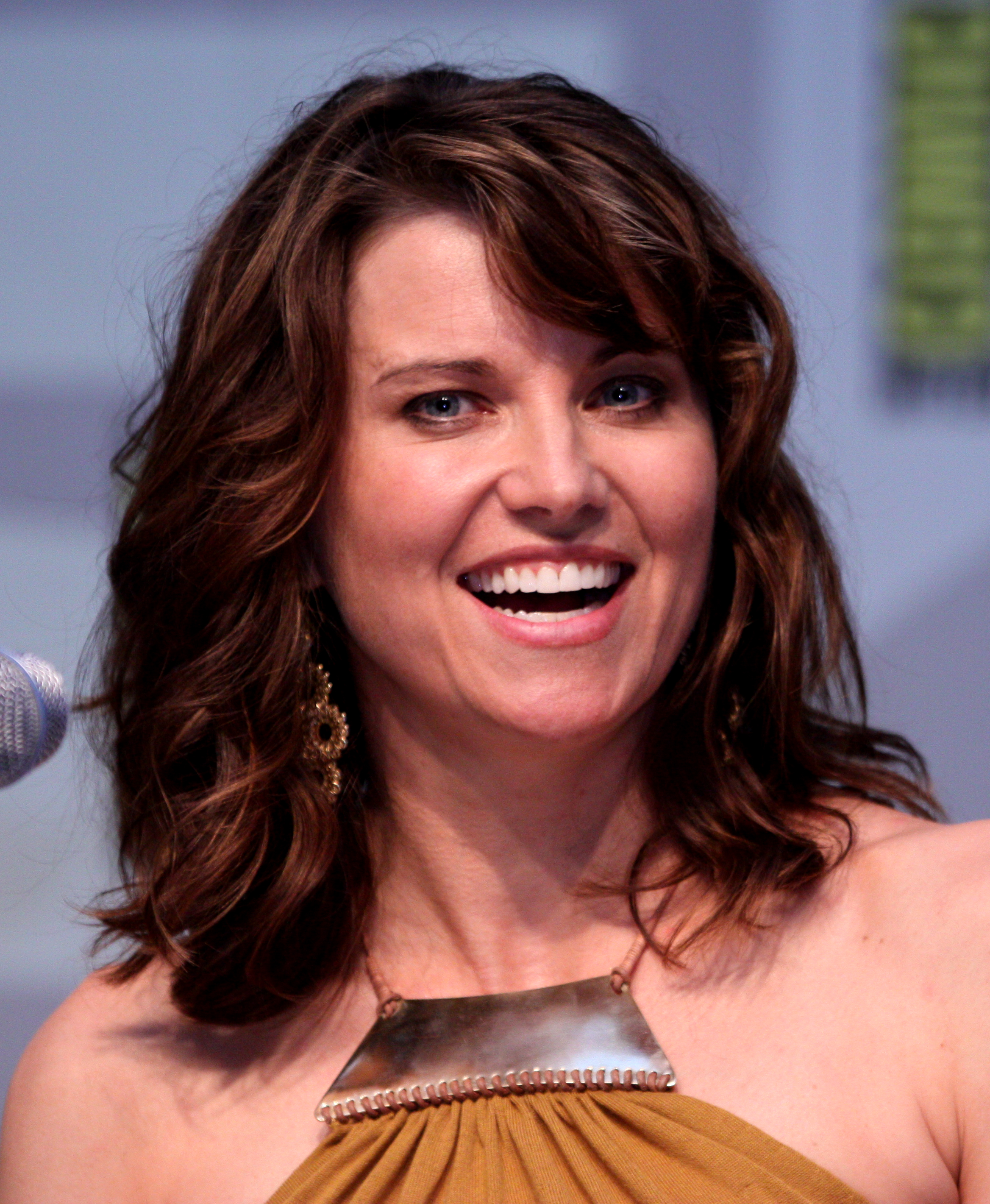
Lucy Lawless ha interpretato Xena
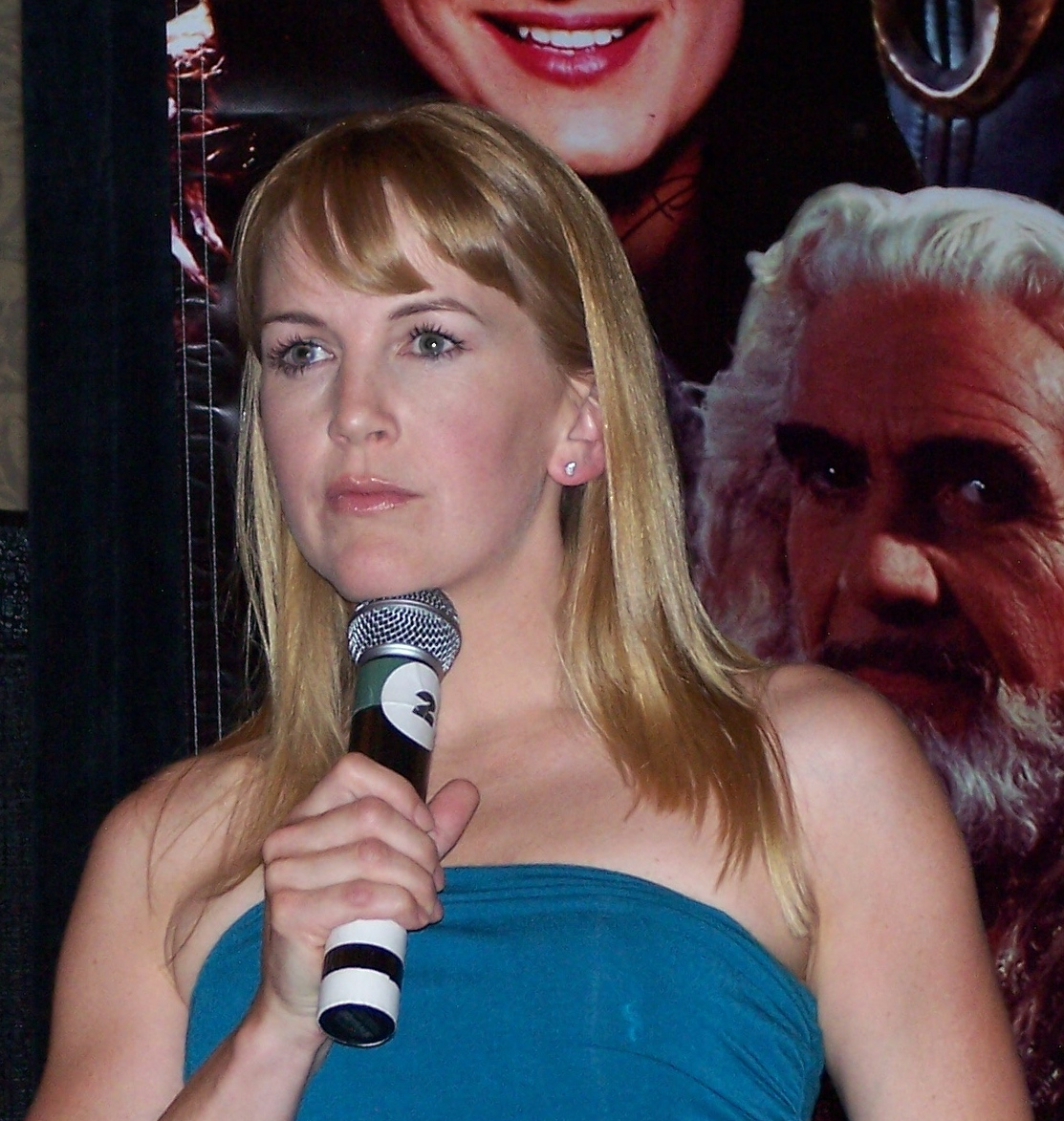
Renee O'Connor ha interpretato Olimpia e Speranza (Foto del 2007)
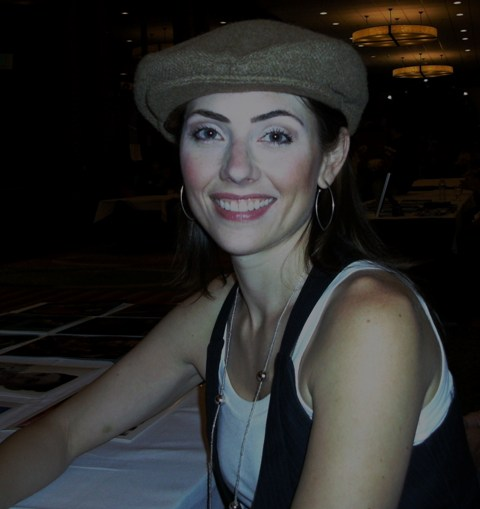
Adrienne Wilkinson ha interpretato Evi
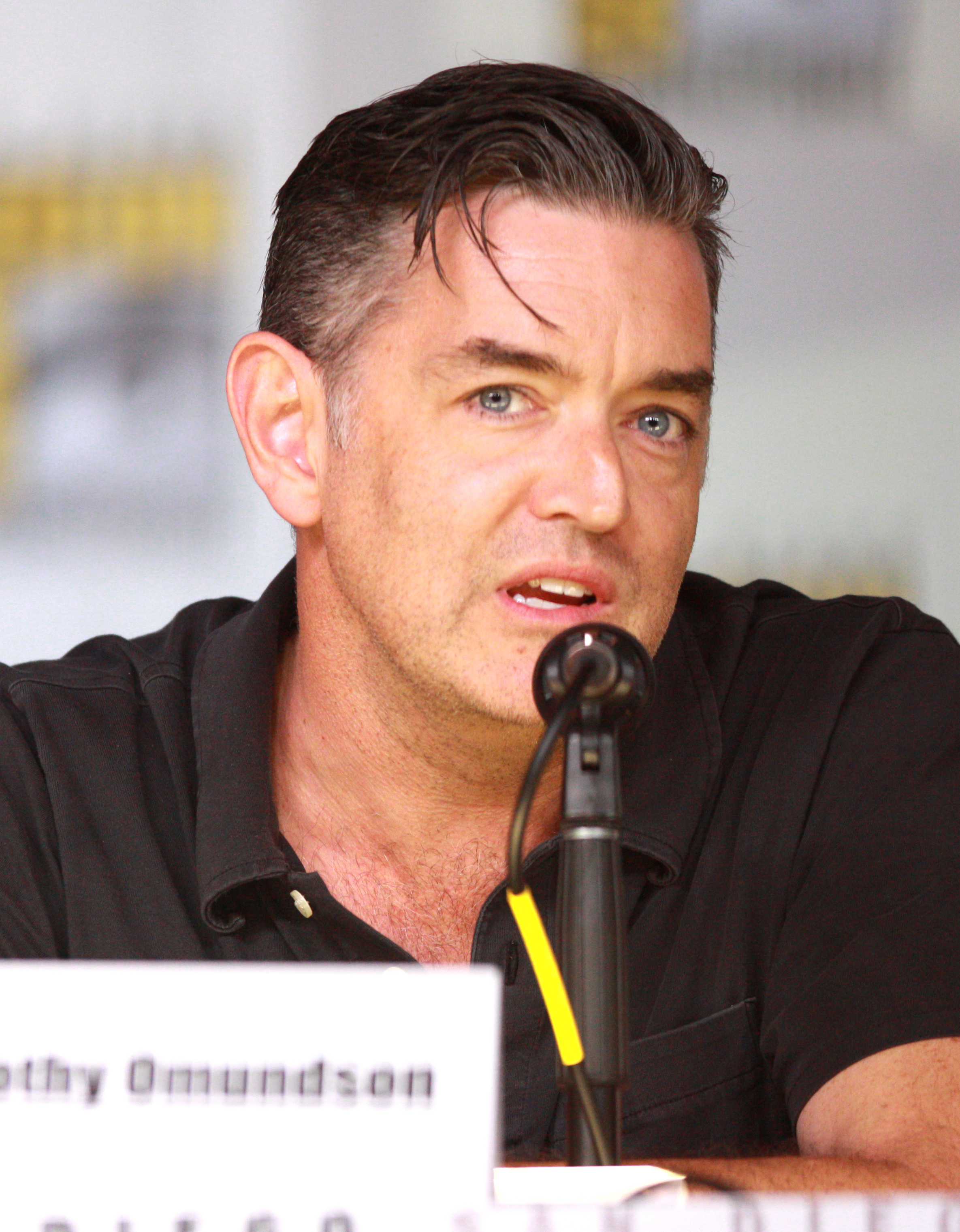
Timothy Omundson ha interpretato Belur (San Diego Comic-Con International, 2013)
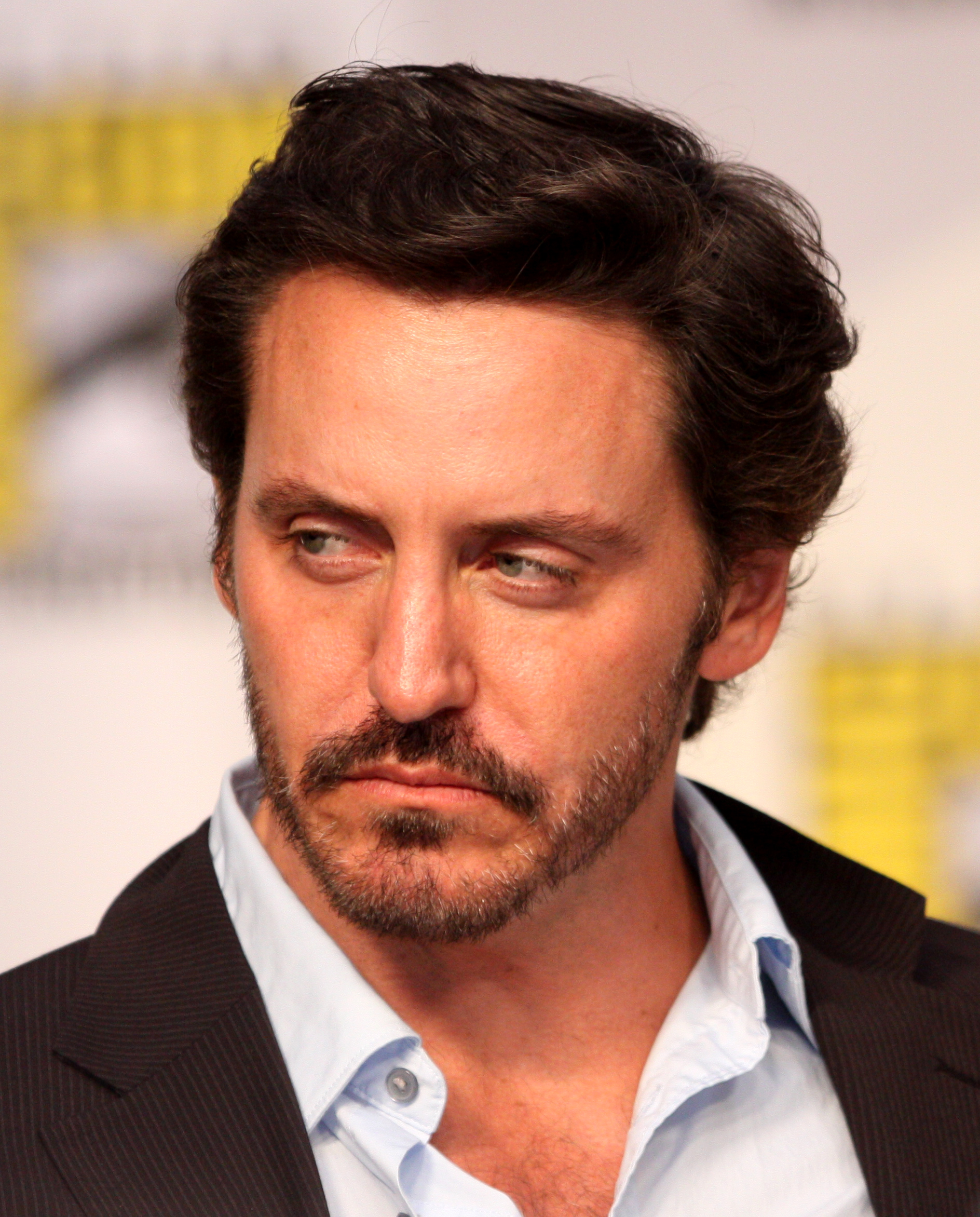
Charles Mesure ha interpretato l'arcangelo Michele (San Diego Comic-Con International, 2010)
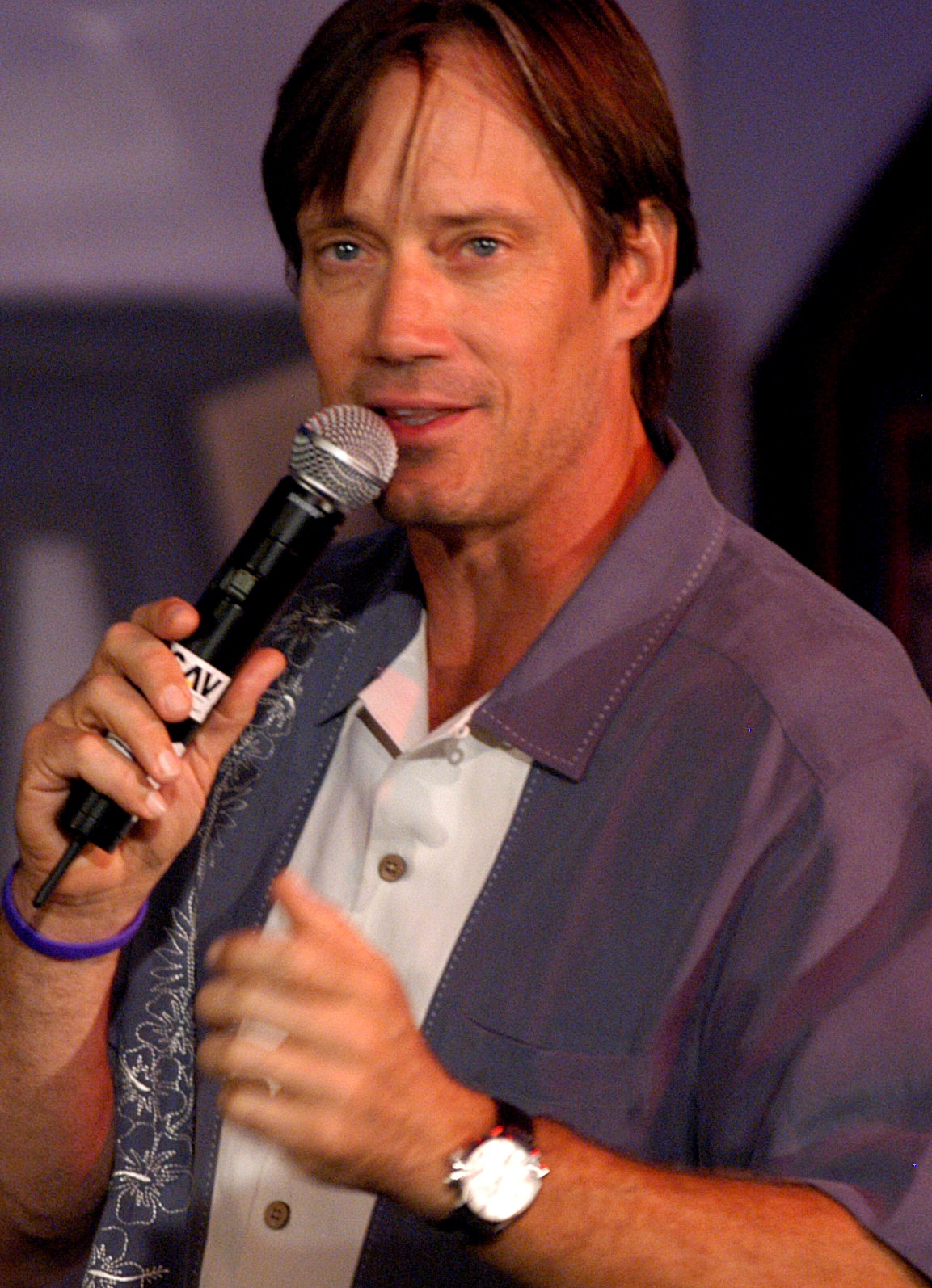
Kevin Sorbo ha interpretato Hercules
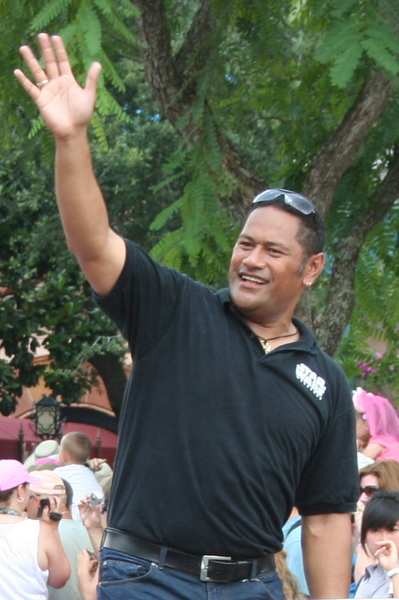
Jay Laga'aia ha interpretato Draco
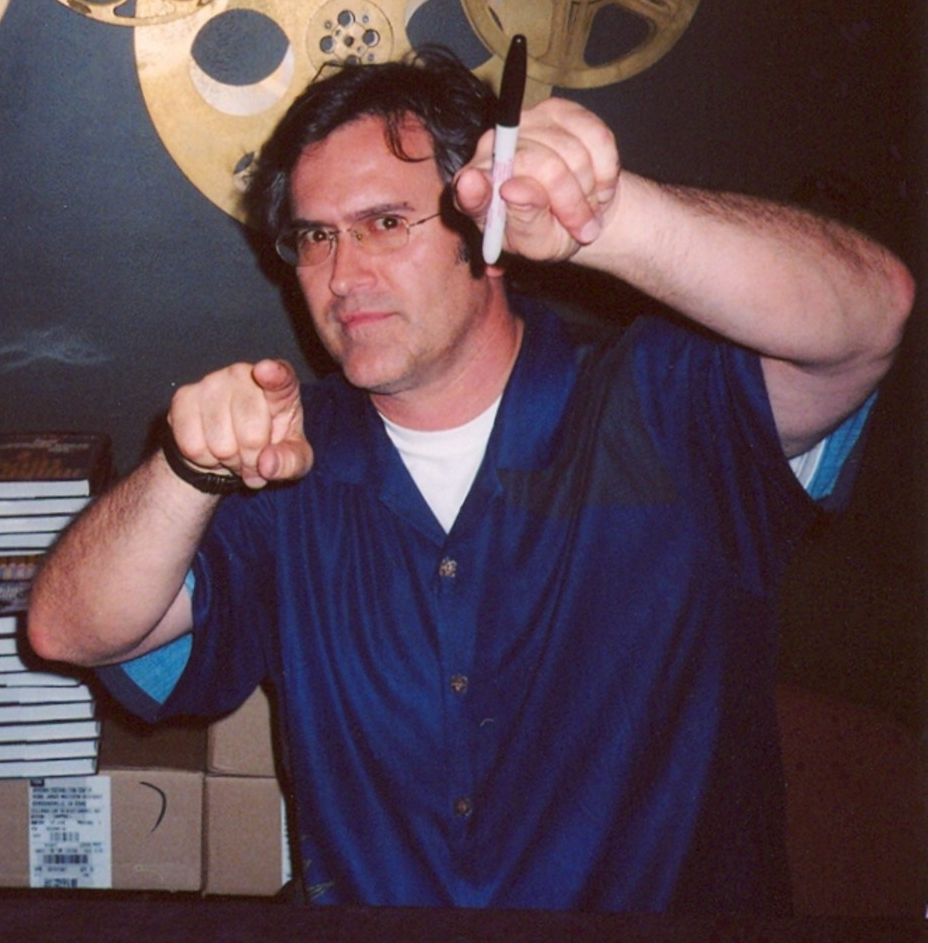
Bruce Campbell ha interpretato Autolico (Foto del 2005)
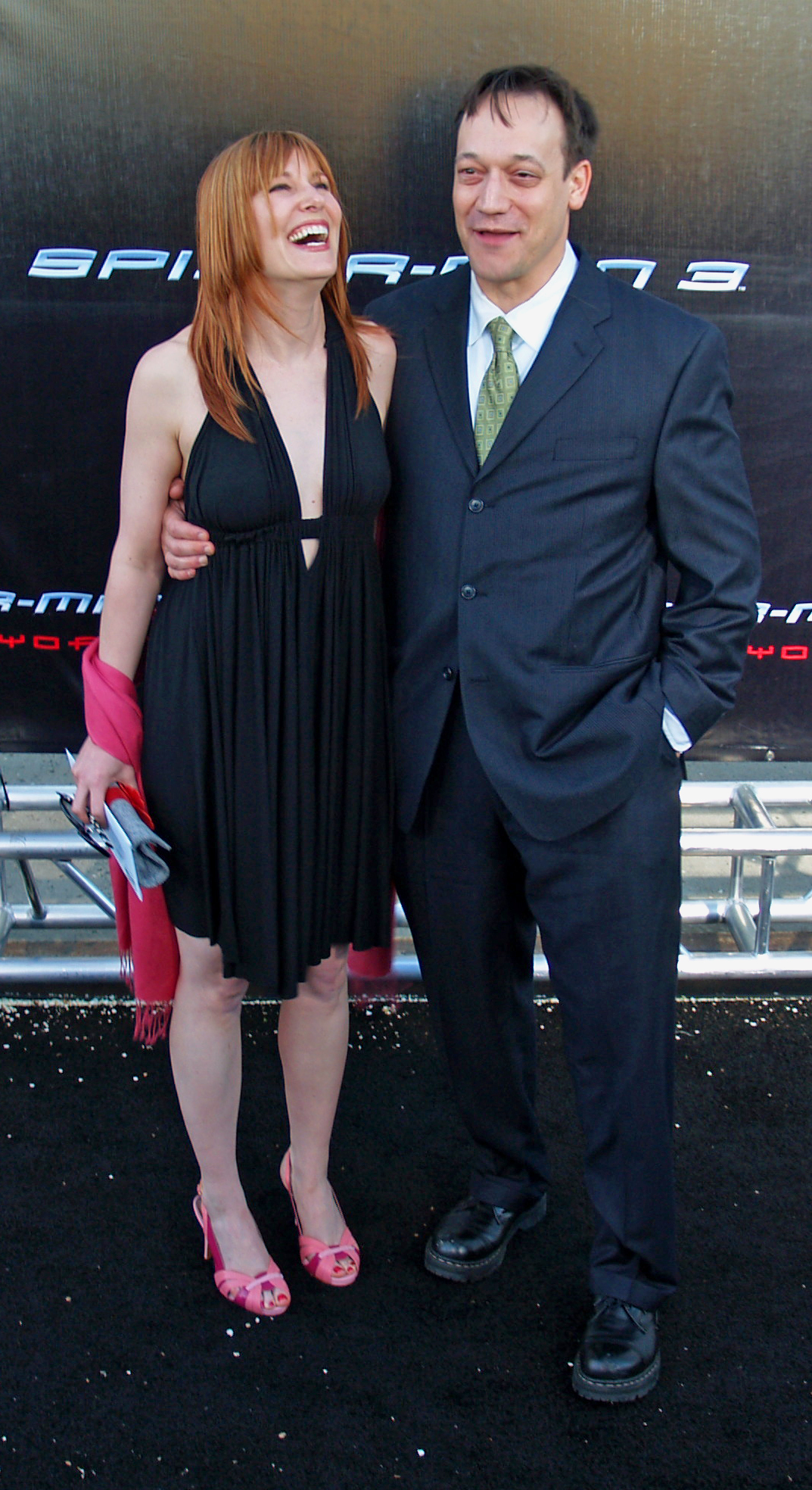
Ted Raimi ha interpretato Corilo
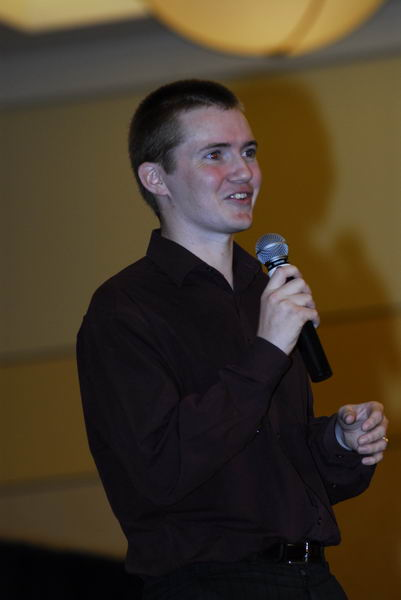
David Taylor
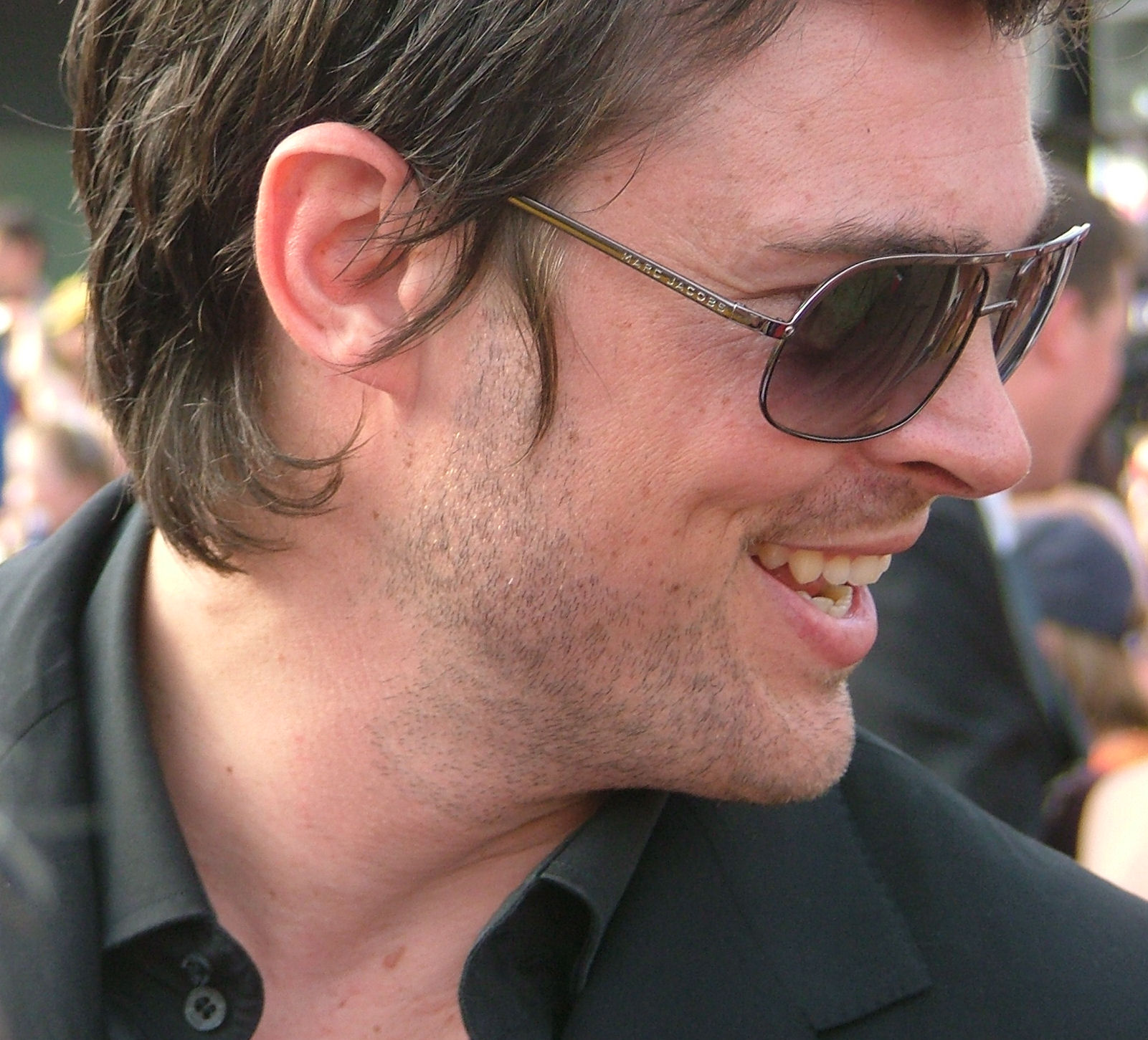
Karl Urban ha interpretato Giulio Cesare e Cupido
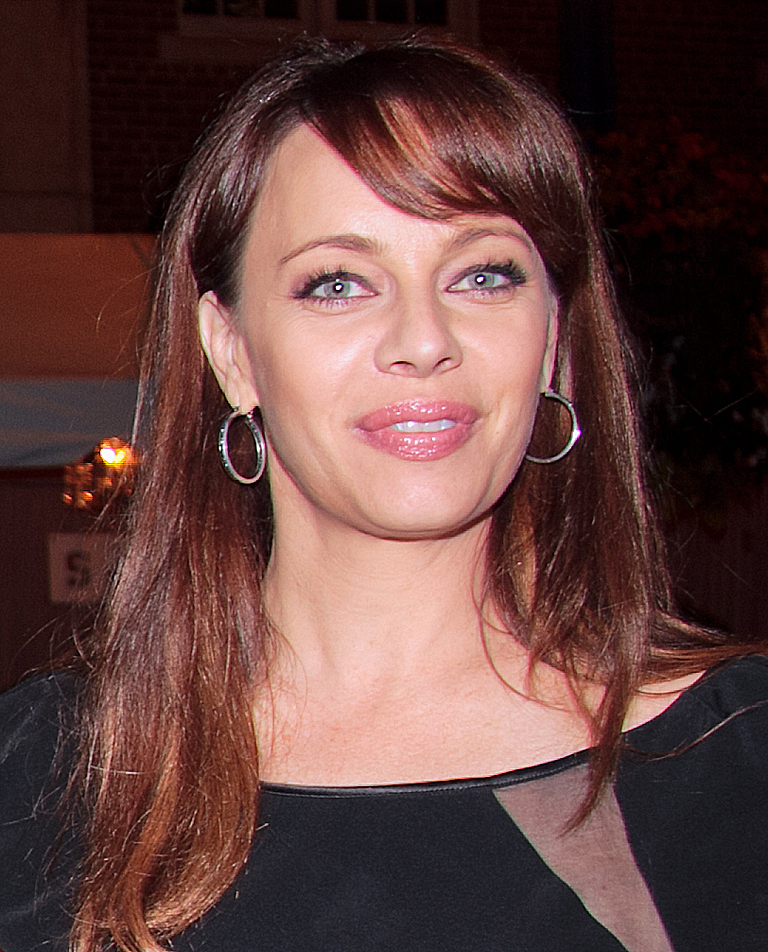
Melinda Clarke ha interpretato Velsinea (Foto del 2011)
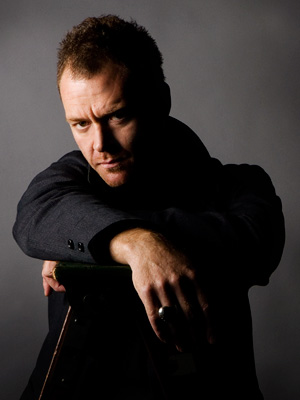
Marton Csokas ha interpretato Aristarco
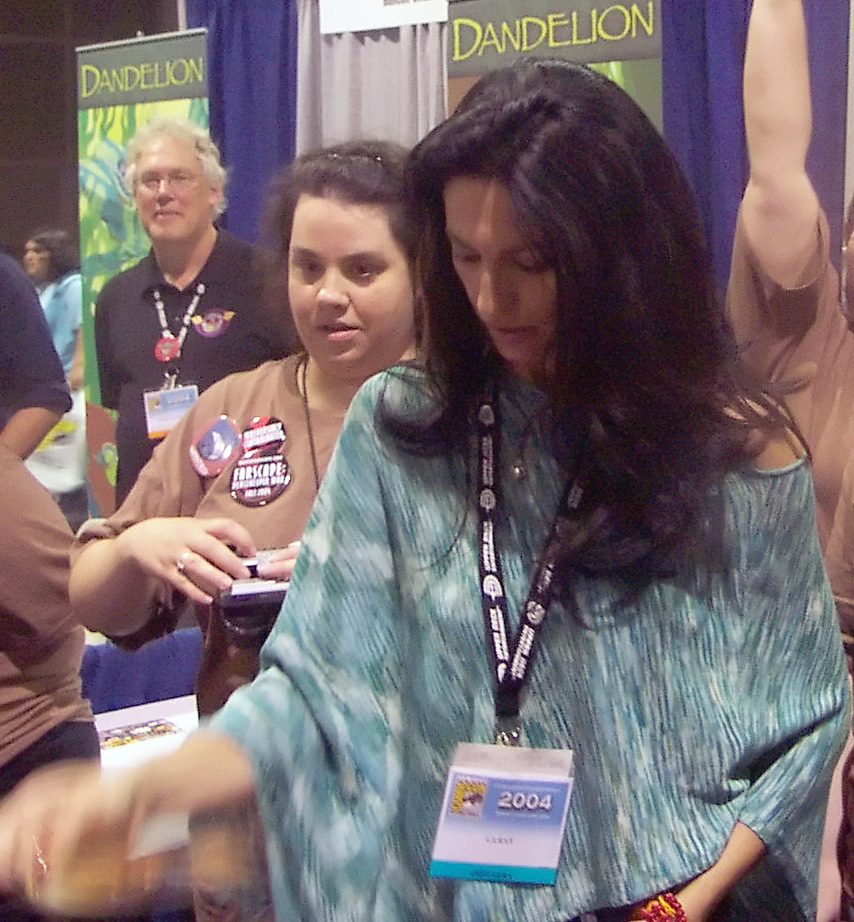
Claudia Black
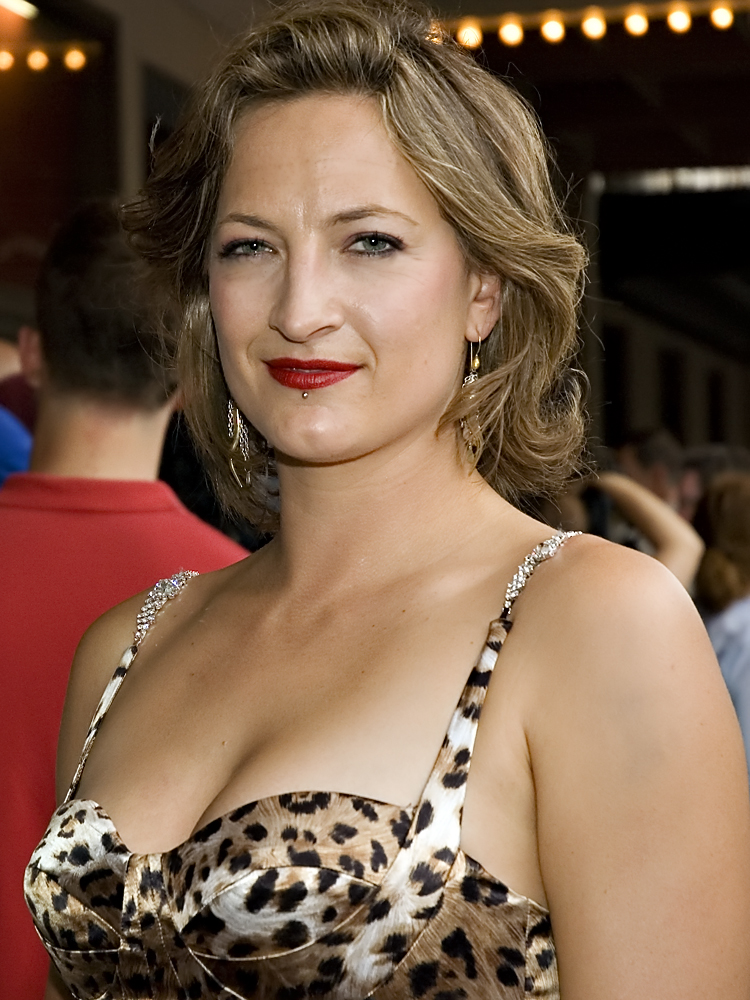
Zoë Bell
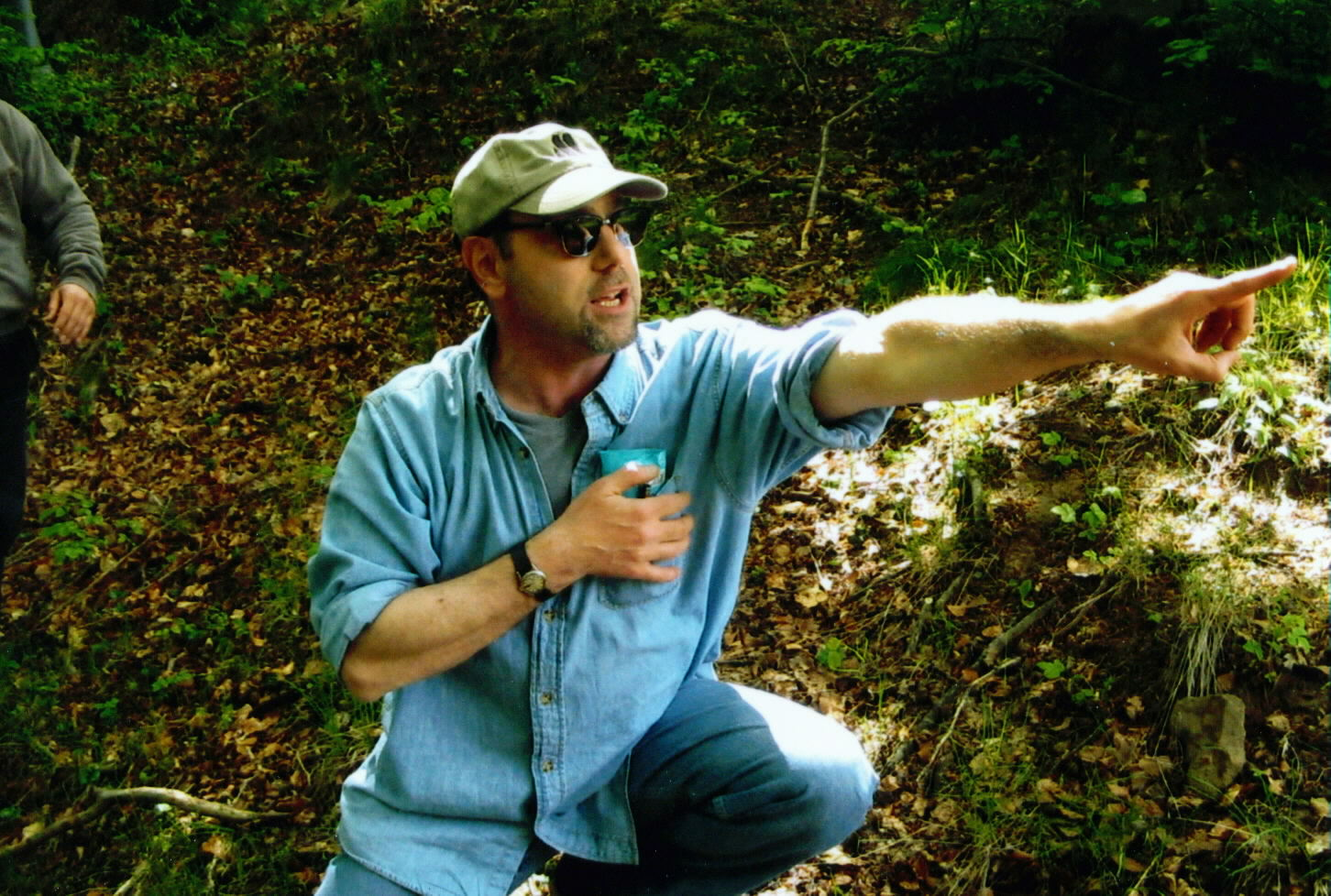
Josh Becker

## Cicli di storie
Sebbene le prime stagioni avessero episodi a sé stanti, dove il conflitto era generalmente risolto entro la fine dell'episodio, la seconda stagione segnò un cambiamento dell'atmosfera quando la serie iniziò ad adottare i cicli di storie che potevano occupare una stagione o più.

### Le amazzoni
Nel suo passato guerriero, Xena è stata responsabile di aver separato le amazzoni. Esse erano originariamente una nazione unita e potente, ma Xena fece sì che si spaccassero in piccole fazioni e si disperdessero per il mondo. Per questo, molte amazzoni non si fidano di Xena, nonostante rispettino le sue abilità di guerriera. Olimpia, al contrario, durante il suo primo incontro con una tribù amazzone (Xena e la lotta tra centauri e amazzoni) si lancia su un'amazzone chiamata Terreis per proteggerla da una pioggia di frecce. Nonostante Terreis stesse già morendo, fu impressionata dal coraggio di Olimpia e le diede il diritto di casta. Si scopre poi che Terreis era la prossima in linea diretta a governare sulla sua tribù e, dando a Olimpia il diritto di casta, fa sì che Olimpia diventi effettivamente una principessa amazzone.
Questo incontro fortuito porta all'accettazione di Olimpia tra le amazzoni. Sebbene Olimpia decida di continuare a seguire Xena nelle sue avventure, è occasionalmente chiamata dalle sue sorelle Amazzoni in periodi di necessità o per adempiere ai suoi doveri di principessa.

### IlCiclo di Dahak / la spaccatura
Il più unico dei cicli di storie della serie coinvolgeva il dio Dahak, un cattivo creato appositamente per la serie. Nell'episodio Xena contro il testimone di Dahak della terza stagione, Olimpia incontra un gruppo di discepoli religiosi che adorano l'"unico vero dio". Attratta dalla loro apparente devozione, Olimpia li segue al loro tempio, ma la sua curiosità porta alla tragedia quando scopre che la religione di questo dio (Dahak) è fondata sulla morte e sulla distruzione. Olimpia è attirata lì a causa della sua innocenza e, quando è convinta con l'inganno a uccidere una persona, completa un rituale oscuro che la ingravida del figlio di Dahak.
La gravidanza di Olimpia (Xena e la Speranza di Olimpia) è innaturale. Xena riconosce il bambino per quello che è e insiste che deve essere ucciso appena nato. Olimpia, però, è sopraffatta da istinti materni e chiama sua figlia Speranza perché crede che sia quello che la bambina rappresenta. Dopo averla data alla luce, Olimpia inganna Xena convincendola di aver buttato Speranza da un dirupo, quando invece l'aveva messa in un cesto e abbandonata su un fiume. Questa mancanza di fiducia dà inizio a quello che molti fan chiamano la spaccatura, un periodo difficile nella relazione tra Xena e Olimpia che le porta ad allontanarsi l'una dall'altra.
In seguito Xena e Olimpia finiscono con l'incontrare di nuovo Speranza (Xena e la figlia del Male), anche se a causa delle sue origini sovrannaturali è già quasi adolescente. I raggiri di Speranza mettono Xena e Olimpia l'una contro l'altra, causando la morte di Seleuco, l'unico figlio di Xena. A questo punto Olimpia capisce le vere intenzioni di Speranza e l'avvelena, ma ormai è troppo tardi per rimediare.
La spaccatura si risolve nel surreale episodio-musical (Xena e la Ruota del Fato) che presenta diversi personaggi mentre cantano e ballano in un mondo onirico. L'arco di Dahak, però, continua nel finale della terza stagione (Xena e la rinascita di una dea e Xena e il sacrificio supremo) per poi arrivare a chiudersi con l'episodio della quarta stagione Xena contro il Distruttore, dove infine Speranza va incontro alla morte. Stranamente, seppure siano state Xena e Olimpia a dare inizio al ciclo di Dahak, la risoluzione avviene definitivamente nel corso della quinta stagione della serie parallela Hercules, dove il protagonista riesce, dopo diverse peripezie e vicessitudini, a confinare il dio malvagio negli inferi.

## Colonna sonora
La sigla, le musiche e i temi principali della serie sono stati composti da Joseph LoDuca, che ha anche scritto i testi delle canzoni dell'episodio musical Xena e la ruota del fato (The Bitter Suite, che ha la particolarità di essere in assoluto il primo episodio del genere nella storia dei telefilm). Il tema della sigla deriva da una canzone popolare bulgara, Kaval sviri, ed è cantata dal Bulgarian State Television Female Vocal Choir. Il brano originale Kaval sviri si può sentire quando Xena combatte con Hercules nell'episodio Hercules e la bestia feroce.
Le musiche di Xena - Principessa guerriera sono state accolte positivamente da parte della critica e hanno fatto guadagnare a LoDuca sette nomination agli Emmy Awards e un premio - sempre agli Emmy - come "Miglior composizione musicale per una serie tv (Drammatica)" per l'episodio della quinta stagione Xena e il ritorno dall'Aldilà (Fallen Angel) nel 2000.
La maggior parte delle musiche della serie televisiva sono state racchiuse in sei cofanetti, ognuno dei quali contiene un CD; fa eccezione la colonna sonora della sesta stagione, composta da due CD, il secondo dei quali contiene musiche delle stagioni precedenti che non erano presenti nei cofanetti relativi. Due degli album contengono le canzoni delle due puntate musical della serie, Xena e la ruota del fato (The Bitter Suite, terza stagione) e Xena e la lira di Tersicore (Lyre, Lyre, Hearts on Fire, quinta stagione). Mentre il primo contiene canzoni originali e le musiche della puntata a esso relativo, le canzoni del secondo sono cover di brani già esistenti e contiene inoltre le musiche di altri episodi.

## Influenza culturale
Xena - Principessa guerriera è stata accreditata da molti, incluso il creatore di Buffy l'ammazzavampiri, Joss Whedon, come una delle ragioni dei successi di telefilm con eroine come Buffy, Max di Dark Angel, Sydney Bristow di Alias, e la Sposa del film Kill Bill di Quentin Tarantino. Tarantino è un fan entusiasta di Xena, fatto discusso nel DVD Double Dare, un documentario del 2005 sulle stuntwomen di Hollywood in Xena e Kill Bill come Zoë Bell.
Xena è diventata un sinonimo di donna "dura", combattiva ed è comunemente utilizzata nelle riviste e nelle recensioni dei film. Ad esempio, Ginevra, interpretata da Keira Knightley che nel film del 2004 King Arthur appariva come una guerriera, è stata paragonata a Xena da molti critici. E anche nel 2005, una recensione del Chicago Daily Herald su una produzione dell'Henry IV di Shakespeare in cui molti dei ruoli maschili erano interpretati da donne fu intitolata "Shakespeare incontra Xena". L'autore notava come il pubblico di oggi possa facilmente accettare di vedere delle donne protagoniste delle grandi scene di battaglie e combattimenti dello spettacolo, grazie alla "abitudine acquisita a vedere donne guerriere come Xena". L'ex segretario di Stato statunitense Condoleezza Rice è stata soprannominata "principessa guerriera" dal suo staff.

### Astronomia
Xena è rimasto per alcuni anni il nome non ufficiale di Eris, il principale pianeta nano del sistema solare, prima che l'Unione astronomica internazionale gli assegnasse un nome definitivo. Il satellite del pianeta nano, Disnomia, venne battezzato Gabrielle, in onore di Olimpia, la compagna di Xena.